# 伊野商業前停留場
伊野商業前停留場（いのしょうぎょうまえていりゅうじょう）は、高知県吾川郡いの町にあるとさでん交通伊野線の路面電車停留場。

## 歴史
当停留場は1907年（明治40年）、伊野線の枝川 - 伊野間の開通に合わせて挟間橋停留場（狭間橋停留場、はざまばしていりゅうじょう）の名で開業した。伊野商業前に改称したのは、高知県立伊野商業高等学校が開校した1963年（昭和38年）のことである。

### 年表
- 1907年（明治40年）11月7日：土佐電気鉄道の挟間橋停留場として開業[1]。
- 1963年（昭和38年）4月：伊野商業前停留場に改称[2]。
- 1976年（昭和51年）12月20日：待合所設置。
- 2014年（平成26年）10月1日：土佐電気鉄道が高知県交通・土佐電ドリームサービスと経営統合し、とさでん交通が発足[4]。とさでん交通の停留場となる。
- 2017年（平成29年）9月1日：伊野方面乗り場にホームを新設。

## 停留場構造
乗り場は2面あり、東西方向に伸びる単線の軌道を挟み込むように配される。軌道の北側にあるのがはりまや橋方面行きの乗り場、南にあるのが伊野方面行きの乗り場。はりまや橋方面はホームが設置されるが、伊野方面は2017年（平成29年）9月1日までは南を並走する道路上に安全地帯が示されるのみであったが同日より新設されたホームが供用された。
ホームにはトタン屋根の待合室があり、停留場の西側には横断歩道橋が設けられている。

## 停留場周辺
高知県立伊野商業高等学校は停留場の北側。かつては当停留場を利用する高校生も多かったが、1986年（昭和61年）に開業した土讃線の枝川駅に取って代わっている。伊野線の軌道と土讃線の線路は、国道33号を挟んで並走し、その南は田園が広がる。
- 「伊野商業前」バス停留所

## 隣の停留場
とさでん交通
伊野線
枝川停留場 - 伊野商業前停留場 - 北内停留場